# Cetenă

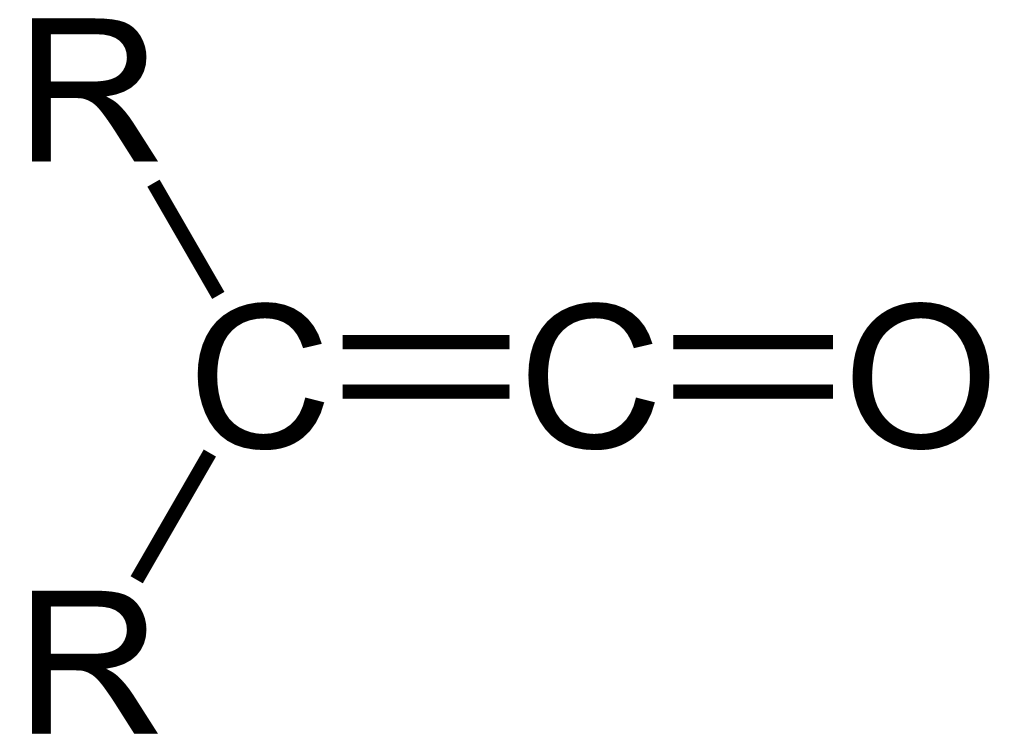
Formula generală a unei cetene

O cetenă este un compus organic cu formula R′R″C=C=O. Denumirea de cetenă mai face referire și la primul reprezentant al acestei categorii de compuși, CH2=C=O, care poate fi denumit sistematic etenonă. Cetenele sunt compuși extrem de reactivi și de instabili, fiind folositori în majoritate în sinteza organică. Datorită reactivității, sunt foarte greu de obținut și de izolat, de aceea se preferă de cele mai multe ori utilizarea altor agenți de sinteză.

## Obținere
Cetenele au fost studiate pentru prima dată de către Hermann Staudinger.
Cetena, cea mai simplă cetenă, este obținută la nivel industrial deoarece poate fi folosită la sinteza anhidridei acetice prin reacția cu acidul acetic. Se obține prin piroliza sau cracarea acetonei:
{\displaystyle \mathrm {CH_{3}COCH_{3}\ {\xrightarrow {700^{\circ }C}}\ H_{2}C{=}C{=}O\ +\ CH_{4}} }
Reacția este cunoscută sub numele de sinteza Schmidlin.
Alte cetene pot fi preparate din cloruri de acil, printr-o reacție de eliminare de acid clorhidric:
În acest proces, se utilizează o bază, precum trietilamina, care elimină protonul din poziția alfa a grupei carbonilice, inducând formarea legăturii carbon-carbon și eliberarea ionului clorură:
Cetenele mai pot fi obținute din α-diazocetone printr-o reacție de Transpoziție Wolff: